# Iseropus hylesiae
Iseropus hylesiae är en stekelart som beskrevs av Dmitriy R. Kasparyan 2006. Iseropus hylesiae ingår i släktet Iseropus och familjen brokparasitsteklar. Inga underarter finns listade i Catalogue of Life.